# Under My Skin (Gabrielle)
Under My Skin è il sesto album in studio della cantante britannica Gabrielle, pubblicato nel 2018.

## Tracce
1. Under My Skin – 3:46
2. Thank You – 3:28
3. Show Me – 3:29
4. Every Step – 3:16
5. Stronger – 4:23
6. Put Up a Fight – 3:42
7. Signs – 3:51
8. Breathe – 3:57
9. Young and Crazy – 3:18
10. Take a Minute – 3:30
11. Won't Back Down – 4:12
12. Shine – 3:57